# کیم ایل جین
این یک نام کره‌ای است؛ نام خانوادگی کیم است.
کیم ایل‌جین (یه انگلیسی: Kim Il-Jin) متولد ۱۹۵۶ میلادی، شهر مَن‌پُ، کره شمالی است و رهبر ارکستر است.
او متولد شهر مَن‌پو از استان چَگانگ کرهٔ شمالی است ولی بیشتر در شهر وِاُنسان بزرگ شده‌است. او در دانشگاه موسیقی و رقص پیونگ‌یانگ به فراگیری رشتهٔ ویولن‌سل پرداخت.
کیم پس از پایان رساندن تحصیلش در سال ۱۹۷۷ میلادی به گروه تئاتری-هنری مانسودائه به عنوان یک ویولن‌سل‌نواز پیوست ولی در مدت کوتاهی به رهبری نوازندگان رسید. او به روسیه رفت و رهبری نوازندگان را به صورت حرفه‌ای در دانشگاه موسیقی مسکو آموخت.
در سال ۱۹۸۵ میلادی در رقابت بین‌المللی رهبران نوازندگان «هربرت ون کارایان» در برلین غربی شرکت نمود و جایزهٔ دوم را برنده شد. او تنها فرد از کرهٔ شمالی است که این جایزه را برده است.
پس از بازگشت به کرهٔ شمالی دوباره به رهبری نوازندگان گروه تئاتری-هنری مانسودائه پرداخت. همچنین به تمرین دادن گروه دسته‌جمعی نوازندگان انسمبل مشهور زنان پرداخت و ارکستر ایسانگ یون را در ۱۹۹۰ پایه نهاد.
کیم در سال ۱۹۸۸ میلادی عنوان «هنرمند ارزشمند» را دریافت نمود.